# Threskiornis
Threskiornis Gray, 1842 è un genere di uccelli della famiglia Threskiornithidae, diffusi nelle regioni calde del Vecchio Mondo, in Asia meridionale, Australasia e Africa subsahariana.

## Descrizione
Gli ibis Threskiornis adulti sono lunghi generalmente 75 cm e hanno un piumaggio bianco. La testa calva, il collo e le zampe sono neri. Il becco è sottile e ricurvo. I sessi sono simili, ma i giovani hanno il collo ricoperto da un sottile strato di piume bianche. L'ibis dal collo paglierino differisce dalle altre specie per le parti superiori di colore scuro, e qualche volta viene classificato nel genere separato Carphibis (Jameson, 1835) come Carphibis spinicollis.

## Biologia
Nidificano in colonie, costruendo su un albero o tra i cespugli nidi fatti di ramoscelli, in cui depongono 2-4 uova.
Vivono in aree paludose e si nutrono di pesci, rane, crostacei e insetti vari.

## Tassonomia
Comprende le seguenti specie:
- Threskiornis aethiopicus (Latham, 1790) - ibis sacro africano
- Threskiornis bernieri (Bonaparte, 1855) - ibis sacro del Madagascar
- Threskiornis melanocephalus (Latham, 1790) - ibis testanera
- Threskiornis molucca (Cuvier, 1829) - ibis bianco australiano
- Threskiornis solitarius (de Sélys-Longchamps, 1848) - ibis di Réunion †
- Threskiornis spinicollis (Jameson, 1835) - ibis dal collo paglierino